# Sürgavere
Sürgavere är en ort i Estland. Den ligger i Suure-Jaani kommun och landskapet Viljandimaa, i den centrala delen av landet, 110 km söder om huvudstaden Tallinn. Sürgavere ligger 91 meter över havet och antalet invånare är 423.
Terrängen runt Sürgavere är platt. Runt Sürgavere är det glesbefolkat, med 16 invånare per kvadratkilometer. Närmaste större samhälle är Viljandi, 15,5 km söder om Sürgavere. I omgivningarna runt Sürgavere växer i huvudsak blandskog.